# Eberardo IV di Württemberg
Eberardo IV di Württemberg (Stoccarda, 23 agosto 1388 – Waiblingen, 2 luglio 1419) fu conte del Württemberg.

## Biografia
Egli era il figlio maggiore del Conte Eberardo III e di Antonia Visconti. Il 13 novembre 1397 si sposò con Enrichetta di Mömpelgard, figlia maggiore ed unica erede di Enrico di Mömpelgard che morì nel 1396 un anno prima del proprio padre, il Conte Stefano di Mömpelgard. Questo matrimonio, che avvenne nel 1407 come ultimo risultato, portò la contea di Mömpelgard a divenire parte del Württemberg.
Eberardo IV prese parte attiva al governo dello stato dal 1407. A partire dal 1409 egli governò la contea di Mömpelgard assieme a Enrichetta. Alla morte di Eberardo III, il 16 maggio 1417, egli divenne il reggente di tutto il Württemberg. Alla sua morte, il 2 luglio 1419, i due figli, Ludovico, che più tardi divenne conte con il nome di Ludovico I, e Ulrico, successivamente conte con il nome di Ulrico V, avevano rispettivamente sette e sei anni. Venne perciò istituita una reggenza composta da Enrichetta e da 32 consiglieri di stato.

## Ascendenza
|                             |                  |                                      | Genitori                   |  |  | Nonni |  |  | Bisnonni                   |  |  | Trisnonni                 |  |
|                             |                  |                                      |                            |  |  |       |  |  | Eberardo II di Württemberg |  |  | Ulrico III di Württemberg |  |
|                             |                  |                                      |                            |  |  |       |  |  | Eberardo II di Württemberg |  |  | Ulrico III di Württemberg |  |
|                             |                  | Sofia di Ferrette                    |                            |  |  |       |  |  | Eberardo II di Württemberg |  |  |                           |  |
| Ulrico del Württemberg      |                  |                                      |                            |  |  |       |  |  | Eberardo II di Württemberg |  |  |                           |  |
|                             |                  | Elisabetta di Henneberg-Schleusingen | …                          |  |  |       |  |  |                            |  |  |                           |  |
|                             |                  | Elisabetta di Henneberg-Schleusingen | …                          |  |  |       |  |  |                            |  |  |                           |  |
|                             |                  | Elisabetta di Henneberg-Schleusingen | …                          |  |  |       |  |  |                            |  |  |                           |  |
| Eberardo III di Württemberg |                  | Elisabetta di Henneberg-Schleusingen |                            |  |  |       |  |  |                            |  |  |                           |  |
|                             |                  | Ludovico IV il Bavaro                | Ludovico II del Palatinato |  |  |       |  |  |                            |  |  |                           |  |
|                             |                  | Ludovico IV il Bavaro                | Ludovico II del Palatinato |  |  |       |  |  |                            |  |  |                           |  |
|                             |                  | Ludovico IV il Bavaro                | Matilde d'Asburgo          |  |  |       |  |  |                            |  |  |                           |  |
| Elisabetta di Baviera       |                  | Ludovico IV il Bavaro                |                            |  |  |       |  |  |                            |  |  |                           |  |
|                             |                  | Margherita II di Hainaut             | Guglielmo I di Hainaut     |  |  |       |  |  |                            |  |  |                           |  |
|                             |                  | Margherita II di Hainaut             | Guglielmo I di Hainaut     |  |  |       |  |  |                            |  |  |                           |  |
|                             |                  | Margherita II di Hainaut             | Giovanna di Valois         |  |  |       |  |  |                            |  |  |                           |  |
| Eberardo IV del Württemberg |                  | Margherita II di Hainaut             |                            |  |  |       |  |  |                            |  |  |                           |  |
|                             | Stefano Visconti | Matteo I Visconti                    |                            |  |  |       |  |  |                            |  |  |                           |  |
|                             | Stefano Visconti | Matteo I Visconti                    |                            |  |  |       |  |  |                            |  |  |                           |  |
|                             | Stefano Visconti | Bonacossa Borri                      |                            |  |  |       |  |  |                            |  |  |                           |  |
| Bernabò Visconti            | Stefano Visconti |                                      |                            |  |  |       |  |  |                            |  |  |                           |  |
|                             |                  | Valentina Doria                      | Bernabò Doria              |  |  |       |  |  |                            |  |  |                           |  |
|                             |                  | Valentina Doria                      | Bernabò Doria              |  |  |       |  |  |                            |  |  |                           |  |
|                             |                  | Valentina Doria                      | Eliana Fieschi             |  |  |       |  |  |                            |  |  |                           |  |
| Antonia Visconti            |                  | Valentina Doria                      |                            |  |  |       |  |  |                            |  |  |                           |  |
|                             |                  | Mastino II della Scala               | Alboino della Scala        |  |  |       |  |  |                            |  |  |                           |  |
|                             |                  | Mastino II della Scala               | Alboino della Scala        |  |  |       |  |  |                            |  |  |                           |  |
|                             |                  | Mastino II della Scala               | Beatrice da Correggio      |  |  |       |  |  |                            |  |  |                           |  |
| Beatrice Regina della Scala |                  | Mastino II della Scala               |                            |  |  |       |  |  |                            |  |  |                           |  |
|                             |                  | Taddea da Carrara                    | Jacopo I da Carrara        |  |  |       |  |  |                            |  |  |                           |  |
|                             |                  | Taddea da Carrara                    | Jacopo I da Carrara        |  |  |       |  |  |                            |  |  |                           |  |
|                             |                  | Taddea da Carrara                    | Elisabetta Gradenigo       |  |  |       |  |  |                            |  |  |                           |  |
|                             |                  | Taddea da Carrara                    |                            |  |  |       |  |  |                            |  |  |                           |  |